# Alexis Alégué
Alexis Alégué Elandi (* 23. prosince 1996) je kamerunský profesionální fotbalista, který hraje na pozici útočníka za český klub FK Jablonec.

## Klubová kariéra
Alégué debutoval v Ligue 1 v dresu FC Nantes 4. listopadu 2015 proti OGC Nice při venkovní výhře 1:2. Svůj první ligový gól se mu podařilo vstřelit právě hned ve svém prvním vystoupení.
Dne 31. prosince 2019 se Alégué připojil k Rodez AF a podepsal smlouvu do konce sezóny.
Dne 12. června 2023 přestoupil Alégué do Jablonce.

## Reprezentační kariéra
Alégué se narodil v Kamerunu a v mladém věku se přestěhoval do Francie. Díky tomu je mládežnickým reprezentantem Francie. Poté reprezentoval kamerunský národní tým U23 při výhře 3:2 nad Marokem U23 v říjnu 2016, kdy vstřelil úvodní gól.